# رستم‌آباد (فاروج)
رستم آباد روستایی در دهستان فاروج بخش مرکزی شهرستان فاروج استان خراسان شمالی ایران است.

## جمعیت
بر پایه سرشماری عمومی نفوس و مسکن در سال ۱۴۰۳ جمعیت این مکان ۶۵۳ نفر (۱۸۹خانوار) بوده‌است.